# Mario Been
Mario Been (ur. 11 grudnia 1963 w Rotterdamie) – holenderski trener piłkarski i piłkarz. W lipcu 2009 r. został on trenerem Feyenoordu, zastępując na tej posadzie Leona Vlemmingsa. Nosi przydomek „Mariodona”, utworzony od jego imienia i nazwiska Diego Maradony.

## Kariera
Jako piłkarz Been grał na pozycji pomocnika. Występował w takich klubach jak: Feyenoord, Pisa Calcio, Roda JC, SC Heerenveen, FC Tirol Innsbruck i SBV Excelsior. Ostatni mecz rozegrał 17 września 1995 r., kiedy to jego SBV Excelsior uległ HFC Haarlem 0:4.

## Reprezentacja
Been rozegrał tylko jeden oficjalny mecz w reprezentacji Holandii, przeciwko reprezentacji Austrii, 14 listopada 1984 r. Na boisku pojawił się w siedemdziesiątej trzeciej minucie zmieniając Tona Lokhoffa.

## Kariera trenerska
Karierę trenerską rozpoczął w 2000 r. od posady asystenta trenera w Feyenoordzie Rotterdam. W 2005 r. objął posadę trenera Excelsioru Rotterdam, który prowadził tylko do końca sezonu 2005/2006. W 2006 r. przeniósł się do NEC Nijmegen, który prowadził przez trzy sezony. W lipcu 2009 r. Been powrócił do Feyenoordu, tym razem już jako pierwszy trener. W lipcu 2011 roku został zwolniony z tej posady.